# Mário Rubinski
Mário Rubinski Beckmann (ur. 12 grudnia 1933 w Kurytybie, Brazylia) – brazylijski malarz i rysownik.
Jego ojcem był polski emigrant Józef Rubiński, a matką Rosjanka Anna Nikołajewa Beckmann. Studiował na wydziale bibliotekoznawstwa i dokumentacji w Bachelor of Science, a następnie rozpoczął naukę na wydziale malarstwa w Akademii Sztuk Pięknych w Parana (EMBAP). Równolegle od 1958 studiował nauczanie rysunku i plastyki na Uniwersytecie Katolickim w São Paulo. Przez wiele lat pracował jako grafik, nauczyciel sztuk pięknych oraz wykładowca geometrii opisowej w Casa Alfredo Andersen, równocześnie był dyrektorem departamentu sztuk pięknych Biblioteki Narodowej w Kurytybie. Pracował przy wydaniu brazylijskiej edycji encyklopedii Larousse'a.
Ponieważ malarstwo nigdy nie stanowiło dla Mário Rubinskiego jedynego źródła dochodu toteż traktuje je jako dodatkowe zajęcie. Wypracował indywidualny styl oparty na uproszczonych geometrycznych kształtach, stosowaniu żywych kolorów, jego obrazy przedstawiają pejzaże miejskie, widoki ulic i parków.